# Bembecia sophoracola
Bembecia sophoracola is een vlinder uit de familie wespvlinders (Sesiidae), onderfamilie Sesiinae.
Bembecia sophoracola is voor het eerst wetenschappelijk beschreven door Xu & Jin in 1999. De soort komt voor in het Palearctisch gebied.